# Liste der Klassischen Archäologen an der Friedrich-Alexander-Universität Erlangen-Nürnberg
In der Liste der Klassischen Archäologen an der Friedrich-Alexander-Universität Erlangen-Nürnberg werden alle Hochschullehrer gesammelt, die an der Universität Erlangen Klassische Archäologie lehrten oder lehren.
Das Institut für Klassische Archäologie entstand aufgrund des Bedarfs an Klassischer Archäologie als Lehrfach, ausgelöst durch die Entstehung der Antikensammlung, die ihre Anfänge 1855 mit dem Aufbau einer Abgusssammlung durch den Klassischen Philologen und späteren Archäologen Carl Friederichs nahm und dem daraus gebildeten, am 9. Dezember 1857 unter der Leitung des Philosophen Karl Heyder eröffneten „Archäologischen Museum der Königlich Bayerischen Friedrich Alexander Universität“.
Zunächst wurde ein Extraordinariat eingerichtet, auf das Adam Flasch am 16. August 1882 als erster Professor für Klassische Archäologie in Erlangen berufen wurde. Durch die Umwandlung in ein Ordinariat entstand 1890 das erste eigenständige Archäologische Seminar.
Angegeben ist in der ersten Spalte der Name der Person und ihre Lebensdaten, in der zweiten Spalte wird der Eintritt in die Universität angegeben, in der dritten Spalte das Ausscheiden. Spalte vier nennt die höchste an der Universität Erlangen erreichte Position. An anderen Universitäten kann der entsprechende Dozent eine weitergehende wissenschaftliche Karriere gemacht haben. Die nächste Spalte nennt Besonderheiten, den Werdegang oder andere Angaben in Bezug auf die Universität oder das Institut. In der letzten Spalte finden sich Bilder der Personen.
| Name                           | Von  | Bis  | Funktionen                      | Bemerkungen | Bild |
| ------------------------------ | ---- | ---- | ------------------------------- | --- | ---- |
| Carl Friederichs (1831–1871)   | 1855 | 1858 | Privatdozent                    | 1855 Habilitation |      |
| Adam Flasch (1844–1902)        | 1882 | 1902 | Ordinarius                      | 1882 außerordentlicher Professor, 1890 ordentlicher Professor                                                                                                |      |
| Heinrich Bulle (1867–1945)     | 1902 | 1908 | Ordinarius                      | 1902 ordentlicher Professor |      |
| Ludwig Curtius (1874–1954)     | 1908 | 1918 | Ordinarius                      | 1908 ordentlicher Professor |      |
| Ernst Buschor (1886–1961)      | 1919 | 1920 | Außerordentlicher Professor     | 1919 außerordentlicher Professor, Lehrstuhlvertreter |      |
| Georg Lippold (1885–1954)      | 1920 | 1953 | Ordinarius                      | 1920 außerordentlicher Professor, 1925 ordentlicher Professor                                                                                                |      |
| Otto J. Brendel (1901–1973)    | 1931 | 1937 | Privatdozent                    | 1931 wissenschaftlicher Hilfsarbeiter, 1932 Privatdozent 1932–1936 an das DAI Rom beurlaubt, 1937 Entzug der Lehrbefugnis                                    |      |
| Wilhelm Grünhagen (1914–1993)  | 1945 | 1993 | Honorarprofessor                | 1945 Kustos der Antikensammlung, 1953 Habilitation, seit 1954 am DAI Madrid, 1964 zum außerplanmäßigen Professor, 1981 zum Honorarprofessor ernannt          |      |
| Hans Riemann (1899–1992)       | 1946 | 1955 | Außerplanmäßiger Professor      | 1946 wissenschaftlicher Hilfsarbeiter, 1947 Umhabilitation, Privatdozent, 1953 außerplanmäßiger Professor, 1953 Lehrstuhlvertreter                           |      |
| Alois Gotsmich (1895–1974)     | 1949 | 1963 | Außerordentlicher Professor     | WS 1949/50 ao. Professor z. Wv.; 1954 ao. Professor (k. w.) für Archäologie und Epigraphik, 1955 ao. Professor und Mitvorstand des Archäologischen Instituts |      |
| Wolfgang Züchner (1906–1981)   | 1953 | 1971 | Ordinarius                      | 1953 ordentlicher Professor |      |
| Hans-Günther Simon (1906–1981) | 1955 | 1956 | Assistent                       | |      |
| Jürgen Thimme (1917–2010)      | 1956 | 1959 | Assistent                       | |      |
| Eberhard Reschke (* 1925)      | 1970 | 1990 | Kustos                          | Kustos der Antikensammlung, 1970 Habilitation |      |
| Klaus Parlasca (1925–2020)     | 1971 | 1990 | Ordinarius                      | 1971 ordentlicher Professor (C 4) |      |
| Hans Lauter (1941–2007)        | 1972 | 1979 | Privatdozent                    | 1972 Privatdozent und Wissenschaftlicher Rat |      |
| Christoph Börker (* 1936)      | 1980 | 2001 | Professor                       | 1980 Professor (C 3), 1990–1991 Vertretung des Lehrstuhls |      |
| Peter Kranz (* 1941)           | 1991 | 2006 | Ordinarius                      | 1991 ordentlicher Professor (C 4) |      |
| Martin Boss (* 1959)           | 1991 | 2022 | Akademischer Oberrat            | 1991 Kustos der Antikensammlung |      |
| Stefan Lehmann (* 1951)        | 1992 | 1998 | Wissenschaftlicher Assistent    | |      |
| Ulla Kreilinger (* 1962)       | 1998 | 2012 | Privatdozentin                  | 1998 Assistentin, 2004 Oberassistentin, Privatdozentin, 2008–2010 Vertretung der W 2-Professur                                                               |      |
| Michael Donderer (* 1950)      | 2000 | 2013 | Außerplanmäßiger Professor      | |      |
| Hartmut Matthäus (* 1950)      | 2001 | 2016 | Professor                       | 2001 Professor (C 3), Nachfolger von Christoph Börker |      |
| Stefan Ritter (* 1959)         | 2007 | 2008 | Professor                       | W 2-Professur, April 2007 – März 2008 |      |
| Günther Schörner (* 1960)      | 2010 | 2012 | Professor                       | W 2-Professur |      |
| Andreas Grüner (* 1973)        | 2012 |      | Ordinarius                      | W 3-Professur |      |
| Corinna Reinhardt (* 1986)     | 2017 | 2023 | Juniorprofessorin               | W 1-Professur |      |
| Elisabeth Günther (* 1988)     | 2018 | 2019 | Wissenschaftliche Mitarbeiterin | Vertretung Reinhardt |      |